# Badreldin Abdalla Mohamed Ahmed

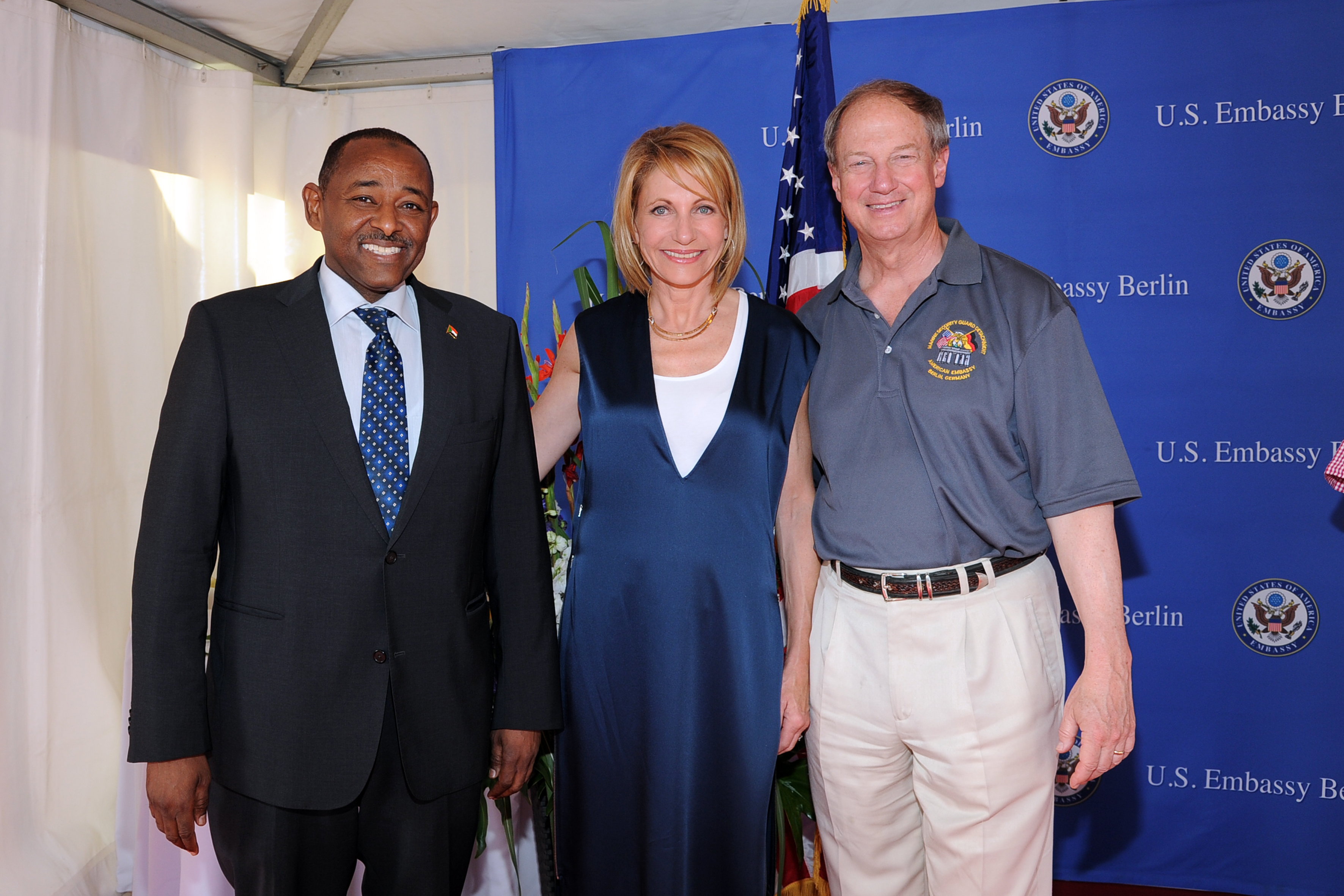
Badreldin Abdalla Mohamed Ahmed (links), 2016

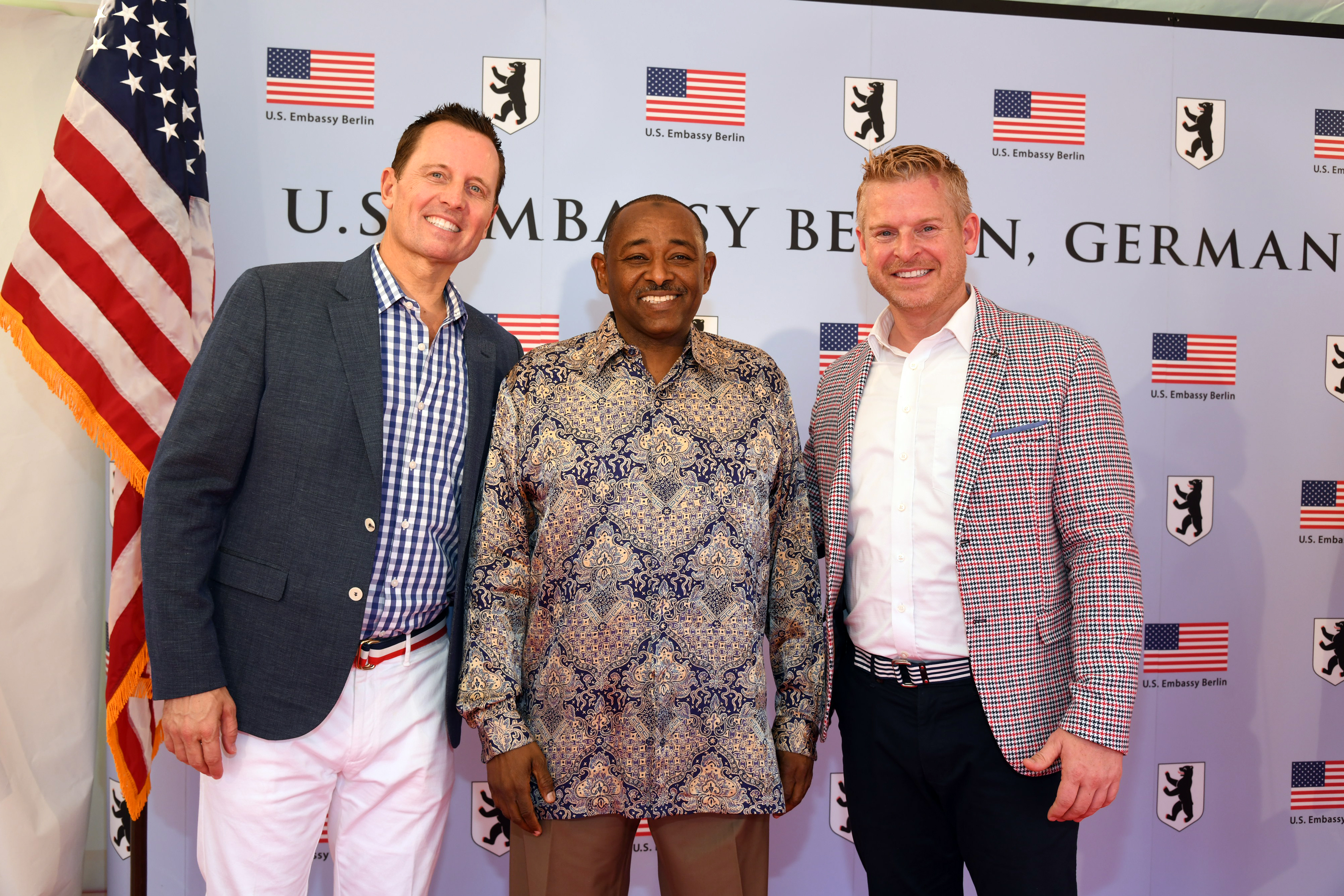
Mitte, 2018

Badreldin Abdalla Mohamed Ahmed (* 1960) ist ein sudanesischer Diplomat.

## Leben
1985 erwarb er einen Bachelor-Abschluss in Landwirtschaft an der University of Agriculture Faisalabad in Faisalabad in Pakistan. Ab 1987 arbeitete er für das sudanesische Landwirtschaftsministerium als Inspektor in der Abteilung Bodenschutz. 1989 machte er den Master in Landwirtschaft an der Universität Khartum. Im gleichen Jahr wurde er stellvertretender Direktor der Landwirtschaftsabteilung der Khartoum Diary Products Company. Diese Funktion versah er bis 1991.
Von 1993 bis 1996 war er Direktor der Rawi Trading Company im Sudan. 1996 wechselte er in den öffentlichen Dienst und war bis 1999 erster Sekretär im sudanesischen Außenministerium. 2000 ging er als Berater und stellvertretender Missionsleiter an die sudanesische Botschaft in Indonesien, bis er 2004 Direktor der Abteilung für soziale Dienste und Leiter des Sekretariats der National Facts Finding Commission in Darfur wurde. Noch im gleichen Jahr wurde er Kabinettschef des Unterstaatssekretariats des Außenministeriums. Die Funktion hatte er bis 2005 inne. 2006 ging er als stellvertretender Missionsleiter an die sudanesische Botschaft in Rumänien. Von 2007 bis 2011 war er stellvertretender Missionsleiter und Botschafter an der sudanesischen Botschaft in Nairobi in Kenia. 2011 kehrte er zurück in den Sudan und wurde im Außenministerium Direktor der Abteilung Südsudan.
Am 16. Juli 2014 wurde er als sudanesischer Botschafter in Deutschland mit Sitz in Berlin akkreditiert. Seit dem 7. Dezember 2015 bestand auch eine Akkreditierung als Botschafter in Polen.

## Persönliches
Badreldin Abdalla Mohamed Ahmed spricht neben Arabisch auch Englisch, Indonesisch (Grundkenntnisse) und Urdu.